# King Conan
King Conan (letteralmente "Re Conan") è un'antologia di cinque racconti fantasy sword and sorcery dello scrittore statunitense Robert E. Howard dedicati a Conan il barbaro. Fu pubblicata per la prima volta con copertina rigida da Gnome Press nel 1952. 
Eccetto che per Il tesoro di Tranicos le storie originariamente apparvero negli anni trenta nella rivista fantasy Weird Tales.

## Contenuti
- Introduzione (L. Sprague de Camp)
  - Nota di H. P. Lovecraft a Howard del 1º luglio 1931
- I gioielli di Gwahlur (Jewels of Gwahlur, 1935)
- Oltre il Fiume Nero (Beyond the Black River, 1935)
- Il tesoro di Tranicos (The Treasure of Tranicos, riscrittura di DeCamp della prima versione di The Black Stranger, 1953)
- La fenice sulla lama (The Phoenix on the Sword, 1932)
- La cittadella scarlatta (The Scarlet Citadel, 1933)

## Accoglienza
P. Schuyler Miller ha ricevuto la raccolta favorevolmente, lodando Howard capacità «di fare l'assurda scelleratezze del suo eroe superuomano così reale.»
Everett F. Bleiler trovò il testo originale di The Black Stranger «molto superiore all'adattamento qui fornito». Egli ha caratterizzato l'intera collezione come "una debole selezione", sebbene estrapola due scene efficaci.